# بی‌ایی-۵۵۰ بیبی
بی‌ایی-۵۵۰ بیبی (به انگلیسی: Beneš-Mráz_Bibi) یک هواگرد ملخ‌پیشین تک‌موتوره از نوع ورزشی ساخت شرکت Beneš-Mráz است. هواگرد بی‌ایی-۵۵۰ بیبی نخستین پروازش را در ۱۹۳۶ میلادی انجام داد. این هواگرد در سال ۱۹۳۶ میلادی رسماً معرفی گردید. در مجموع، تعداد ۱۸ فروند از این هواگرد ساخته شده‌است.
طراح این هواگرد، Pavel Beneš and Jaroslav Mráz بود.